# دنیس لونگی
دنیس لونگی (ایتالیایی: Denis Lunghi؛ زادهٔ ۲۱ ژانویهٔ ۱۹۷۶) دوچرخه‌سوار اهل ایتالیا است.